# U-21-Fußball-Afrikameisterschaft 1995/Qualifikation
Die Qualifikation zur U-21-Fußball-Afrikameisterschaft 1995 wurde ausgetragen, um die sieben Endrundenteilnehmer neben Gastgeber Nigeria zu ermitteln. Die Spiele fanden zwischen dem 10. Juni und dem 23. Oktober 1994 statt.

## Modus
Die gemeldeten Mannschaften ermittelten in zwei Qualifikationsrunden im K.-o.-System mit Hin- und Rückspielen die sieben Endrundenteilnehmer. Bei Torgleichheit entschied die Auswärtstorregel über das Weiterkommen. Herrschte hier ebenso Gleichstand, wurde ohne vorherige Verlängerung ein Elfmeterschießen durchgeführt.

## Vorrunde
Die Hinspiele wurden zwischen dem 10. und 12. Juni, die Rückspiele zwischen dem 24. und 26. Juni 1994 ausgetragen.
|               | Gesamt |                              | Hinspiel | Rückspiel |
| ------------- | ------ | ---------------------------- | -------- | --------- |
| Malawi        | 1:3    | Burundi                      | 1:2      | 0:1       |
| Angola        | 6:1    | Niger                        | 3:0      | 3:1       |
| Madagaskar    | :      | Swasiland zurückgezogen      |          |           |
| Lesotho       | :      | Botswana zurückgezogen       |          |           |
| Sierra Leone  | :      | Mauretanien zurückgezogen    |          |           |
| Guinea-Bissau | :      | Kap Verde zurückgezogen      |          |           |
| Burkina Faso  | :      | Liberia zurückgezogen        |          |           |
| Senegal       | :      | Benin zurückgezogen          |          |           |
| Togo          | :      | Republik Kongo zurückgezogen |          |           |

Die übrigen Mannschaften hatten spielfrei.

## Erste Runde
Die Hinspiele wurden zwischen dem 26. und 28. August, die Rückspiele zwischen dem 9. und 11. September 1994 ausgetragen.
|                | Gesamt          |                            | Hinspiel | Rückspiel |
| -------------- | --------------- | -------------------------- | -------- | --------- |
| Ägypten        | 3:2             | Sudan                      | 2:0      | 1:2       |
| Togo           | (a)1:1(a)       | Angola                     | 1:1      | 0:0       |
| Südafrika      | 4:3             | Lesotho                    | 3:2      | 1:1       |
| Ghana          | 7:1             | Burkina Faso               | 5:1      | 2:0       |
| Tunesien       | 1:1 (4:5 i. E.) | Mali                       | 1:0      | 0:1       |
| Elfenbeinküste | 0:1             | Senegal                    | 0:1      | 0:0       |
| Nigeria        | 5:1             | Guinea-Bissau              | 3:0      | 2:1       |
| Guinea         | 3:1             | Algerien                   | 2:0      | 1:1       |
| Burundi        | :               | Uganda zurückgezogen       |          |           |
| Kamerun        | :               | Kenia zurückgezogen        |          |           |
| Mauritius      | :               | Madagaskar zurückgezogen   |          |           |
| Äthiopien      | :               | Simbabwe zurückgezogen     |          |           |
| Sambia         | :               | Zaire zurückgezogen        |          |           |
| Marokko        | :               | Sierra Leone zurückgezogen |          |           |

## Zweite Runde
Die Hinspiele wurden zwischen dem 7. und 9. Oktober, die Rückspiele zwischen dem 21. und 23. Oktober 1994 ausgetragen.
|           | Gesamt          |           | Hinspiel | Rückspiel |
| --------- | --------------- | --------- | -------- | --------- |
| Ägypten   | 0:3             | Burundi   | 0:2      | 0:1       |
| Kamerun   | 5:4             | Angola    | 4:1      | 1:3       |
| Mauritius | 3:2             | Südafrika | 2:1      | 1:1       |
| Äthiopien | 0:0 (3:4 i. E.) | Sambia    | 0:0      | 0:0       |
| Ghana     | 0:0 (3:4 i. E.) | Mali      | 0:0      | 0:0       |
| Marokko   | 0:3             | Senegal   | 0:2      | 0:1       |
| Nigeria   | 3:0             | Guinea    | 2:0      | 1:0       |

## Ergebnis
Burundi, Kamerun, Mauritius, Sambia, Mali, Senegal, Nigeria und Guinea qualifizierten sich für die Endrunde.